# Dombrahalli, Hadagalli
Dombrahalli là một làng thuộc tehsil Hadagalli, huyện Bellary, bang Karnataka, Ấn Độ.